# Edin Šehić
Edin Šehić (Zagabria, 3 febbraio 1995) è un calciatore bosniaco, centrocampista dell'Igman Konjic.